# Siège de Caen (1417)
Pour les articles homonymes, voir Siège ou bataille de Caen.
Guerre de Cent Ans
Batailles
Le siège de Caen en 1417 par les Anglais s'inscrit dans le cadre de la conquête de la Normandie par le roi Henri V d'Angleterre. C'est le premier acte de la seconde expédition d'Henri V en France.

## Contexte
En 1417, la ville de Caen compte près de 40 000 habitants. D'un point de vue militaire, la ville est un carrefour important défendu grâce à son château. Les fortifications de la ville ont été renforcées après le siège puis le pillage de la ville à la suite du siège de 1346 avec l'édification d'une enceinte fortifiée. La ville compte aussi sur ses défenses naturelles : l'Orne et l'Odon. Mais ce système de défense présentait une faille : l'île des près n'était pas fortifiée et exposait le châtelet saint-Pierre, pièce maîtresse du système défensif de la ville, au feu ennemi.

## L'invasion

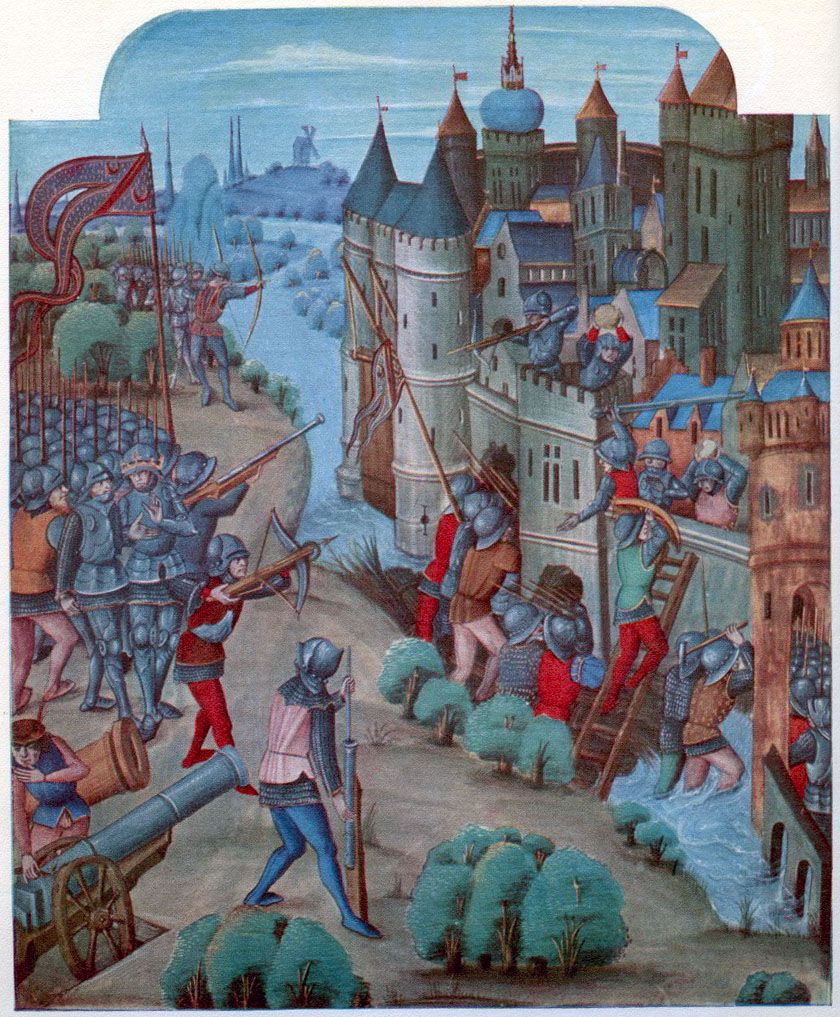
Assaut anglais lors d'un siège anonyme au début du XVe siècle. Notez l'utilisation de canons, de fascines pour traverser les douves et d'une échelle d'escalade.

Le 2 août 1417, le commandant de la place de Caen, le sire de Montenay, apprend qu'une flotte anglaise est en approche à l'embouchure de la Touques. Celle-ci débarque le roi d'Angleterre Henri V et ses troupes. Le 3 août, Touques capitule. Des détachements anglais sont envoyés à Honfleur et à Lisieux. Le 13 août, le roi arrive à Dives pendant qu'un détachement arrive sur l'embouchure de l'Orne.
Le sieur de Montenay réunit les conseillers-gouverneurs de la ville et le grand bailli afin de préparer la ville à un éventuel siège. Des vivres supplémentaires sont apportées en ville, on recherche des armes pour défendre les fortifications. Des rondes supplémentaires sont mises en place. Malheureusement pour elle, la ville ne peut compter que sur 7 000 hommes pour la défendre face aux 50 000 anglais. L'armée anglaise progresse vers le sud de l'actuel Calvados, coupant ainsi les communications vers Rouen et Paris ; le détachement parti sur l'embouchure de l'Orne coupait, quant à lui, les routes vers Bayeux et Vire. La ville de Caen se retrouve ainsi isolée.

## Le siège

### Les préparatifs
L'armée d'Henri V arrive dans les environs de la ville le 16 août 1417. Le frère du roi, le duc de Clarence, part vers les faubourgs de la ville à la tête de mille cavaliers. Il s'aperçoit que les défenseurs de la ville sont en train d'y mettre le feu pour se protéger. Les Anglais éteignent les incendies et se rendent maître des faubourgs.
Les défenseurs de l'abbaye saint-Étienne, dans un geste désespéré, tentent de détruire l'édifice. Un moine les surprend dans leurs préparatifs. Il court à l'extérieur de la ville prévenir les Anglais. Le duc de Clarence s'entretient avec le moine et décide sur le champ de prendre l'abbaye. Cette dernière est peu défendue et les Anglais s'en emparent sans coup férir. Le lendemain, les Caennais peuvent voir la bannière d'Angleterre flotter sur l'abbaye. Fort de ce succès, le duc de Clarence décide de prendre l'abbaye aux Dames, puis d'y installer son quartier général. Deux places fortes de la ville, à l'ouest et à l'est de la cité fortifiée, sont désormais aux mains des Anglais.

### La prise de la ville

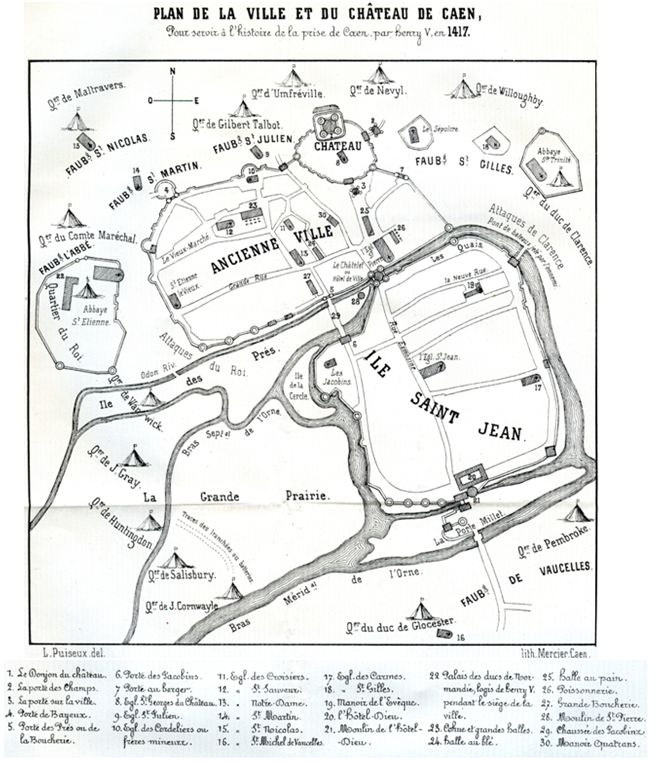
Répartition des troupes anglaises autour de Caen.

Le 18 août 1417, Henri V arrive avec le gros de ses troupes au pied des remparts de la ville. Son frère l'installe dans le palais des ducs de Normandie au sein de l'abbaye saint-Étienne qui devient le quartier général de son armée. Le roi répartit ses hommes autour de la ville en quinze détachements (cf. plan). Pour assurer les liaisons entre ses détachements, le roi a fait venir d'Angleterre un équipage de pont mobile qui permet le passage sur l'Odon et l'Orne. La ville est entourée de canons anglais, eux-mêmes protégés par des levées de terre et des fossés pour éviter une sortie des Français. Les Anglais en font usage et détruisent bon nombre de murailles et habitations. Les Français ne disposent pas de la même puissance de feu que les Anglais. Mais les canonniers français utilisent des boulets de fer rougis à la forge qui font des dégâts dans les logis anglais. Ils utilisent aussi des balistes et des catapultes. Malgré leur infériorité numérique et leurs armes moins puissantes, les défenseurs de Caen tiennent le coup et chaque nuit réparent les dommages causés par les Anglais dans les défenses de la ville.
Le roi lance plusieurs attaques sur les remparts mais elles sont toutes repoussées. Il utilise alors une nouvelle stratégie que les Anglais maîtrisait : la sape. Plusieurs galeries sont creusées jusqu'au-dessous des murailles françaises pendant que de fausses attaques détournent l'attention des Français. Mais ces derniers ont trouvé un moyen ingénieux de connaître les travaux de sape : des vases remplis d'eau sur les murailles. Dès que l'eau de ces derniers se met à bouger, ils savent que les fondations de la muraille sont en train d'être sapées. Les Français s'engagent alors dans un travail de contre-sape en attaquant les anglais dans les tunnels.
Tous les efforts anglais commencent à porter leurs fruits et début septembre, les murailles de la ville sont couvertes de brèches. Le roi Henri V lance un dernier ultimatum le 3 septembre à la ville afin d'éviter « l'effusion de sang chrétien ». Le sire de Montenay réunit son conseil et il décide de répondre ainsi au roi « La victoire est à Dieu seul ; si le roi d'Angleterre y compte, nous y comptons aussi : dût-elle nous échapper, nous sommes prêts à subir toutes les conséquences de la guerre ». Henri V reçoit la réponse et décide d'un assaut général. Il rassemble ses chefs et fixe au dimanche 4 septembre la date de l'offensive. Les troupes sont prêtes. Le roi organise sa stratégie : pour ne pas fatiguer les troupes, celles-ci seront divisées en trois colonnes : la première attaque, la deuxième l’appuie et la troisième reste en retrait. Dès que l'attaque est repoussée, la troisième colonne prend la place de la première et ainsi de suite.
La trompette du roi sonne très tôt en ce matin du 4 septembre et donne le signal de l'assaut final. Les colonnes anglaises partent à l'assaut des murailles et sont surpris que les Français soient si nombreux à leur poste. Les combats font rage, le roi y assiste personnellement et son détachement arrive à prendre l'île des près. Mais, une rumeur gagne les rangs anglais : un détachement français serait sur le point d'arriver derrière le camp du roi. Henri V fait retirer ses hommes sur la prairie. Il s'agit en fait d'une fausse alerte. Le roi relance ses troupes à l'assaut et arrive au niveau du châtelet saint-Pierre au centre de la ville. Il rejoint les troupes de son frère au niveau des Jacobins. Ensemble, ils repoussent les Français dans la ville, les officiers fuyant vers le château. Les soldats en profitent pour piller les maisons et commerces. Tous les endroits stratégiques de la ville sont aux mains des Anglais.

### Le siège du château
Le 5 septembre, Henri V fait convoquer les bourgeois-gouverneurs de la ville et leur confisque leurs biens. Puis il transfère son quartier général au nord du château afin d'empêcher une sortie des Français et pour pouvoir soutenir éventuellement ses troupes. Le bombardement du château commence mais celui-ci est mesuré car les Anglais ont bien conscience de l'importance stratégique du lieu et qu'il serait dommage qu'il soit très endommagé. Les bombardements sont essentiellement dirigés vers les portes. Les défenseurs du lieu sont trop peu nombreux, disposent de peu de munitions et souffrent aussi de la présence des habitants de la ville qui sont venus s'y réfugier. Tout en envoyant des représentants à Paris pour demander de l'aide à Charles VI, le sire de Montenay envoie le 8 septembre un délégué auprès d'Henri V. Ce dernier désigne le comte de Warwick pour négocier la capitulation. Les termes sont simples : dans un délai de huit jours, le sire de Montenay doit remettre le château aux mains des Anglais, les chevaliers devront sortir avec leurs armures qu'ils déposeront. Six chevaliers et six écuyers sont remis aux mains d'Henri V en guise d'otage. Durant ce laps de temps, Henri V en profite pour prendre Villers-Bocage, Creully et Thury-Harcourt.
Le 19 septembre, comme convenu, le sire de Montenay sort du château et se dirige vers la tente d'Henri V. Il lui remet en main propre les clefs de l'enceinte. Il se rend alors dans le château où il établit sa demeure. Il le quitte le 1er octobre pour repartir à la conquête de la Normandie.
Pendant trois décennies, la ville reste occupée par les Anglais qui envisagent après 1430 de faire de Caen la nouvelle capitale de la Normandie, la ville offrant une hypothèse de refuge plus sûre en cas de perte de Paris. La ville est reprise par les Français en 1450 par Charles VII de France.